# Joachim Masuch
Joachim Masuch (* 31. Januar 1950 in Tessin, DDR) ist ein deutscher Fußballfunktionär. Von 1999 bis 2022 war er Präsident des Landesfußballverbandes Mecklenburg-Vorpommern (LFV M-V). 
Masuch trat 1964 der BSG Einheit Tessin bei. Schon zu DDR-Zeiten engagierte er sich ab den 1970er-Jahren im Fußballbezirk Nord als Funktionär, wurde dessen Vorsitzender und nach der Wende von 1990 bis 1995 zum Obmann des Jugendausschusses, anschließend bis 1997 dessen Vorsitzender. Ab 1997 gehörte er dem Vorstand und Präsidium des Landesfußballverbands an. Masuch rückte zum Präsidenten auf, nachdem Günther Waak 1999 überraschend verstarb. Während seiner Amtszeit durchlief der Verband zwei Strukturreformen, um auf die Folgen der sich verändernden demographischen Lage zu reagieren. Gleichzeitig wuchs der Fußballverband von 39.000 auf 61.000 Mitglieder an. 2013 musste die Sportschule in Parchim geschlossen werden.
Mit dem Ende seiner Präsidentschaft wurde Masuch 2022 zum ersten Ehrenpräsidenten des LFV M-V ernannt. Ein Jahr später erhielt er auf der Gala des Landessportbundes in Linstow das Bundesverdienstkreuz am Bande durch die Ministerpräsidentin von Mecklenburg-Vorpommern, Manuela Schwesig.
Masuch lebt in Elmenhorst bei Rostock und ist seit 1974 mit seiner Frau verheiratet. Er ist studierter Diplomingenieur und war bis Ende 2024 Mitglied des F.C. Hansa Rostock.

## Auszeichnungen
- 2018 Goldene Ehrennadel des Deutschen Fußball-Bundes[4]
- 2022 Ehrenpräsident des Landesfußballverbandes Mecklenburg-Vorpommern[3]
- 2022 Ehrenspange des Deutschen Fußball-Bundes[3]
- 2022 Ehrenmitglied des Nordostdeutschen Fußball-Verbandes[12][13]
- 2023 Bundesverdienstkreuz am Bande[8]
- 2023 Ehrenplakette des Landessportbundes Mecklenburg-Vorpommern[8]